# Ophiophagus
Ophiophagus – rodzaj jadowitych węży z podrodziny Elapinae w obrębie rodziny zdradnicowatych (Elapidae).

## Rozmieszczenie geograficzne
Rodzaj obejmuje gatunki występujące w Azji Południowej i Południowo-Wschodniej (Chińska Republika Ludowa, Indie, Nepal, Bhutan, Bangladesz, Mjanma, Laos, Wietnam, Kambodża, Tajlandia, Malezja, Singapur, Filipiny, Brunei i Indonezja).

## Systematyka
Rodzaj zdefiniował w 1864 roku niemiecko-brytyjski zoolog Albert C.L.G. Günther w publikacji własnego autorstwa zatytułowanej Gady Indii Brytyjskich. Gatunkiem typowym jest (oznaczenie monotypowe) kobra królewska (O. hannah).

### Etymologia
- Hamadryas: w mitologii greckiej Hamadriady (gr. Άμαδρυας Hamadruas) to nimfy leśne związane z drzewami, od ἁμα hama ‘razem z’; δρυς drus, δρυος druos ‘drzewo, zwłaszcza dąb’[7]. Gatunek typowy (oznaczenie monotypowe): Hamadryas hannah Cantor, 1836.
- Dendraspis: gr. δενδρον dendron ‘drzewo’[8]; ασπις aspis ‘żmija’[9]. Gatunek typowy (oryginalne oznaczenie): Naja bungarus Schlegel, 1837.
- Ophiophagus: gr. οφις ophis, οφεως opheōs ‘wąż’[10]; -φαγος -phagos ‘-jedzący’, od φαγειν phagein ‘jeść’[11].

### Podział systematyczny
Do rodzaju należą następujące gatunki: 
- Ophiophagus bungarus Schlegel, 1837
- Ophiophagus hannah (Cantor, 1836) – kobra królewska
- Ophiophagus kaalinga Gowri Shankar, Das & Ganesh, 2024
- Ophiophagus salvatana Gowri Shankar, Das & Wüster, 2024